# Ingrid Riedel
Ingrid Riedel (* 9. Januar 1935 in Schweinfurt) ist eine deutsche Analytische Psychologin, Theologin, Germanistin, Religionspsychologin, Autorin und emeritierte Hochschullehrerin.

## Werdegang
Ingrid Riedel studierte evangelische Theologie, Literaturwissenschaft und Sozialpsychologie an den Universitäten Heidelberg, Göttingen und Erlangen. Sie promovierte 1966 an der Universität Erlangen-Nürnberg mit einer Monografie über Das worthaltige Bild: Hermeneutische Studien zu einem Typus der christlichen Kunst und zur Praxis der Bildinterpretation in der heutigen Gemeinde zum Dr. theol. Ebenda promovierte sie 1971 in Germanistik mit einer Schrift zu Wahrheitsfindung als epische Technik: Analytische Studien zu Uwe Johnsons Texten zum Dr. phil.
Nach dem Vikariat war Riedel von 1970 bis 1984 Studienleiterin der Evangelischen Akademie Hofgeismar. Zu jener Zeit machte sie zudem eine Ausbildung in Analytischer Psychologie am C. G. Jung-Institut Zürich. 1984 erfolgte dann die Niederlassung in einer eigenen psychotherapeutischen Praxis in Konstanz. Riedel war Gastprofessorin für Psychologie an der Universität Kassel und ist Dozentin und Lehranalytikerin am C.G.-Jung-Institut Zürich und am C.G.-Jung-Institut Stuttgart. Ab 1992 lehrte sie als Honorarprofessorin für Religionspsychologie am Fachgebiet Praktische Theologie des Fachbereichs Evangelische Theologie der Universität Frankfurt am Main.
Riedel war langjährige wissenschaftliche Leiterin der Internationalen Gesellschaft für Tiefenpsychologie und ist ebenda Ehrenmitglied. Sie lebt in Konstanz.

## Veröffentlichungen
- Bildinterpretation. Zum Umgang mit Bildern in Schule, Jugend- und Gemeindearbeit. Kaiser, München 1969.
- Wahrheitsfindung als epische Technik. Analytische Studien zu Uwe Johnsons Texten. UNI-Druck, München 1971, ISBN 978-3-87821-068-9.
- zus. mit Mario Jacoby und Verena Kast: Das Böse im Märchen. Bonz, Fellbach 1978, ISBN 978-3-87089-127-5.
- Farben in Religion, Gesellschaft, Kunst und Psychotherapie. Kreuz-Verl., Stuttgart/Berlin 1983, ISBN 978-3-7831-0700-5.
- Hans mein Igel. Wie ein abgelehntes Kind sein Glück findet. Kreuz-Verl., Zürich 1984, ISBN 978-3-268-00012-8.
- Tabu im Märchen. Die Rache der eingesperrten Natur. Walter, Olten/Freiburg i. Br. 1985, ISBN 978-3-530-69111-5.
- Marc Chagalls grüner Christus. Ein ganzheitliches Gottesbild. Wiederentdeckung der weiblichen Aspekte Gottes. Tiefenpsychologische Interpretation der Fraumünster-Fenster in Zürich. Walter, Olten/Freiburg i. Br. 1985, ISBN 978-3-530-69110-8.
- Formen. Kreis, Kreuz, Dreieck, Quadrat, Spirale. Kreuz-Verl., Stuttgart 1985, ISBN 978-3-7831-0796-8.
- Traumbild Fuchs. Von der Klugheit unserer Instinkte. Walter, Olten/Freiburg i. Br. 1986, ISBN 978-3-530-69112-2.
- Demeters Suche. Mütter und Töchter. Kreuz-Verl., Zürich 1986, ISBN 978-3-268-00032-6.
- Bilder in Religion, Kunst und Psychotherapie. Wege zur Interpretation. Kreuz-Verl., Stuttgart 1988, ISBN 978-3-7831-0906-1.
- Die weise Frau in uralt-neuen Erfahrungen. Der Archetyp der alten Weisen im Märchen und seinem religionsgeschichtlichen Hintergrund. Walter, Olten/Freiburg i. Br. 1989, ISBN 978-3-530-69109-2.
- Ikonen der Erde. Von der heilenden Kraft des Gestaltens. Walter, Solothurn/Düsseldorf 1994, ISBN 978-3-530-69113-9.
- Hildegard von Bingen. Prophetin der kosmischen Weisheit. Kreuz-Verl., Stuttgart 1994, ISBN 978-3-7831-1306-8.
- Frau Holle. Goldmarie und Pechmarie. Kreuz-Verl., Zürich 1995, ISBN 978-3-268-00175-0.
- Die verlassene Mutter. Mütter und Töchter im Demeter-Mythos. Kreuz-Verl., Zürich 1995, ISBN 978-3-268-00185-9.
- Träume. Wegweiser in neue Lebensphasen. Kreuz-Verl., Stuttgart 1997, ISBN 978-3-7831-1516-1.
- Die gewandelte Frau. Vom Geheimnis der zweiten Lebenshälfte. Herder, Freiburg i. Br./Basel/Wien 1998, ISBN 978-3-451-04673-5.
- Seelenruhe und Geistesgegenwart. Was uns Tatkraft gibt. Biblische Texte und Themen für heute. Walter, Zürich/Düsseldorf 1999, ISBN 978-3-530-40062-5.
- Lebensträume – Lebensräume. Stufen inneren Wachstums. Herder, Freiburg i. Br./Basel/Wien 1999, ISBN 978-3-451-04751-0.
- Engel der Wandlung. Paul Klees Engelbilder. Herder, Freiburg i. Br./Basel/Wien 2000, ISBN 978-3-451-27288-2.
- Seelenruhe und Geistesgegenwart. Was uns Tatkraft gibt. Königsfurt, Krummwisch 2001, ISBN 978-3-933939-75-3.
- Beseelte Orte. Plätze der Natur – Stätten der Kultur – Räume der Spiritualität. Kreuz-Verl., Stuttgart 2001, ISBN 978-3-7831-1984-8.
- Unergründlich wie das Meer oder die Faszination der Tiefe. Herder, Freiburg i. Br./Basel/Wien 2002, ISBN 978-3-451-05260-6.
- Mit Engeln ringen. Lebendige Spiritualität der Bibel. Kreuz-Verl., Stuttgart 2004, ISBN 978-3-7831-2467-5.
- zus. mit Christa Henzler: Maltherapie. Eine Einführung auf der Basis der analytischen Psychologie von C. G. Jung. Kreuz-Verl., Stuttgart 2004, ISBN 978-3-7831-2366-1.
- Geschmack am Leben finden. Eine Entdeckungsreise mit allen Sinnen. Herder, Freiburg i. Br./Basel/Wien 2004, ISBN 978-3-451-28410-6.
- Liebe, die verwandelt. Die Weisheit der Märchen über Liebe, Tod und Neugeburt. Herder, Freiburg i. Br./Basel/Wien 2005, ISBN 978-3-451-05167-8.
- Die Welt von innen sehen. Gelebte Spiritualität. Walter, Düsseldorf 2005, ISBN 978-3-530-42198-9.
- Träume weisen den Weg. Kreuz-Verl., Stuttgart 2009, ISBN 978-3-7831-3237-3.
- Die innere Freiheit des Alterns. Patmos, Düsseldorf 2009, ISBN 978-3-491-42121-9.
- Träume – der Anfang von allem. Den inneren Wegweisern folgen – neue Lebensräume entdecken. Kreuz-Verl., Freiburg i. Br. 2010, ISBN 978-3-7831-3281-6.
- Mystik des Herzens. Meisterinnen innerer Freiheit. Kreuz-Verl., Freiburg i. Br. 2010, ISBN 978-3-7831-3493-3.
- Spieglein, Spieglein an der Wand. Märchen vom Neiden und Gönne. Patmos, Ostfildern 2012, ISBN 978-3-8436-0220-4.
- Wenn Mütter und Töchter einander suchen. Das alte Wissen eines Mythos. AIRA, Freiburg i. Br. 2013, ISBN 978-3-95474-111-3.
- Träume. Wegweiser in neue Lebensphasen. AIRA, Freiburg i. Br. 2013, ISBN 978-3-95474-106-9.
- Stark wie der Tod ist die Liebe. Das Hohelied. Patmos, Ostfildern 2013, ISBN 978-3-8436-0436-9.
- Graureiher komm. Gedichte. Zaunkönigin-Verl., Kreuzlingen 2013, ISBN 978-3-9523702-6-1.
- Lebensphasen – Lebenschancen. Vom gelassenen Umgang mit dem Älterwerden. Ingrid Riedel im Gespräch mit Mathilde Fischer. Fischer & Gann, Munderfing 2015, ISBN 978-3-903072-02-2.
- Vom Entdecken der inneren Welt. Horizonte der Tiefenpsychologie heute. Patmos, Ostfildern 2022, ISBN 978-3-8436-1372-9.
- Geschmack am Leben finden. Erfüllte Momente entdecken. Patmos, Ostfildern 2023, ISBN 978-3-8436-1422-1.
- Mutig leben und zur Ganzheit finden. Patmos, Ostfildern 2025, ISBN 978-3-8436-1590-7.